# Ambassade van de Verenigde Staten in Duitsland
De Amerikaanse ambassade in Berlijn ligt aan het Pariser Platz 2, direct naast de Brandenburger Tor.
Eerder stond op deze plek het Palais Blücher dat stamde uit 1771. Het werd in 1815 door Koning Frederik Willem III van Pruisen geschonken aan Veldmaarschalk Gebhard Leberecht von Blücher, voor zijn verdienste naar het winnen van o.a. de Slag bij Waterloo aan de zijde van de Britse Hertog van Wellington. In 1931 woedde er een brand. Kort na de brand werd het gebouw aangekocht door de Verenigde Staten en gerestaureerd. Tussen 1939 en 1941 bevond de Amerikaanse ambassade zich hier. In de Tweede Wereldoorlog werd het gebouw zwaar beschadigd door de bombardementen op Berlijn en vanwege die schade werd het in 1957 gesloopt.
Het huidige gebouw werd gebouwd tussen 2005 en 2008 en op 4 juli 2008 feestelijk geopend in het bijzijn van de vroegere Amerikaanse president George H.W. Bush en de Duitse bondskanselier Angela Merkel. Tussen 1941 en 2008 had de ambassade op meerdere plekken in Duitsland gestaan, o.a. in Bonn en Oost-Berlijn.
De huidige ambassadeur is John B. Emerson.